# Pallacanestro Cantù 1966-1967
Questa voce raccoglie le informazioni riguardanti la Pallacanestro Cantù nelle competizioni ufficiali della stagione 1966-1967.

## Stagione
La stagione 1966-1967 della Pallacanestro Cantù sponsorizzata Oransoda, è la 12ª nel massimo campionato italiano di pallacanestro, la Serie A.
Con l'arrivo di Borislav Stanković, Gianni Corsolini assunse l'incarico di direttore sportivo. Inoltre da questo momento la Pallacanestro Cantù si avvalse anche di un validissimo staff tecnico con Manlio Cipolla, Roberto Klinger e Angelo Quarenghi che iniziarono a seguire i giocatori per la corretta alimentazione epreparazione atletica.
Per il giocatore straniero si optò per la conferma di Guillermo Riofrio, ma a causa delle condizioni di salute di sua madre decise di rimanere in Argentina, in questo modo si arrivò all'ingaggio di Bob Burgess che insieme a Alberto De Simone e Alberto Merlati andò a formare il "Muro di Cantù", un terzetto di giocatori sopra i due metri che nessuna squadra aveva mai avuto prima.

## Roster
- Giancarlo Sarti
- Alfredo Barlucchi
- Bob Burgess
- / Alberto De Simone
- / Carlos D'Aquila
- Antonio Frigerio
- Claudio Galbiati
- Alberto Merlati
- Renzo Pinasco
- Carlo Recalcati
- Angelo Rovati
- Claudio Valentini

Allenatore:  Borislav Stanković

## Mercato
| Acquisti | Acquisti           | Acquisti    | Acquisti   |
| R.       | Nome               | da          | Modalità   |
| -------- | ------------------ | ----------- | ---------- |
| ALL      | Borislav Stanković | Free agent  | definitivo |
| C        | Bob Burgess        | Real Madrid | definitivo |

| Cessioni | Cessioni          | Cessioni | Cessioni       |
| R.       | Nome              | a        | Modalità       |
| -------- | ----------------- | -------- | -------------- |
| C        | Guillermo Riofrio |          | fine contratto |